# Chomutov (nádraží)
Chomutov (do roku 1945 též v němčině Komotau) je železniční stanice v Chomutově, okresním městě Ústeckého kraje. Nachází se západně od centra města, severně od středu funguje železniční zastávka Chomutov město.

## Historie
Železniční síť začala na Chomutovsku růst s rozvojem těžby hnědého uhlí. Roku 1856 zažádala o koncesi na stavbu trati z Ústí nad Labem do Teplic Společnost c.k. privilegované Ústecko-teplické dráhy, do roku 1867 byly koleje prodlouženy až do Duchcova. Souběžně s podkrušnohorskou trasou budovala společnost Buštěhradská dráha trať od nádraží Praha-Smíchov přes Žatec a z Chomutova dále do Vejprt, aby propojila kladenskou a severočeskou důlní oblast.
Výstavba společné výpravní budovy započala ve spolupráci obou společností 13. srpna 1869, stavbu prováděla firma stavebního podnikatele Dautche. Stanice je několikaposchoďová se dvěma křídly a nástupní verandou na prvním nástupišti. Technické zázemí bylo již budováno separátně: Buštěhradská dráha budovala výtopny a dílny naproti výpravní budově za kolejištěm a spolu s nimi také dvě obytné dvouposchoďové budovy, Ústecko-teplická dráha si své zázemí vystavěla východně od nádražní budovy směrem k centru města.
Zcela nová výpravní budova vznikla roku 1872 přímo naproti prvnímu nádraží pro obsluhu trati Duchcovsko-podmokelské dráhy na trase Podmokly (Děčín hl.n.) – Osek – Chomutov, první soupravu obsloužila 19. prosince. Oba areály byly spojeny ocelovou lávkou nad kolejiště, která byla roku 1980 modernizována. Po zestátnění Ústecko-teplické i Buštěhradské dráhy k 1. lednu 1923 správu přebraly Československé státní dráhy (Duchcovsko-podmokelská dráha včetně svého chomutovského nádraží byla zestátněna již roku 1892, trať do roku 1918 provozovaly Císařsko-královské státní dráhy. Budova duchcovské dráhy byla pak přeměněna na nákladové nádraží.
Elektrický provoz (3 kV DC) na trati procházející stanicí byl zahájen v roce 1991.
Výtopna nacházející se za kolejištěm byla po svém zrušení přeměněna na železniční depozitář Národního technického muzea a zpřístupněna veřejnosti; přístup od staniční budovy je možný oklikou po lávce nad kolejištěm.
Vlastník objektu SŽDC oznámil v roce 2018 milionové investice do opravy celého nádraží.